# Mercado financeiro
Em economia e finanças,  mercado financeiro é como se denomina todo o universo que envolve as operações de compra e venda de ativos financeiros, tais como valores mobiliários (ações, obrigações, etc.), mercadorias (pedras preciosas, commodities, etc.) e câmbio. É todo o ambiente em que ocorrem as operações de investimentos financeiros. Existem mercados gerais, onde muitos produtos são comercializados, e mercados especializados, onde apenas um tipo de mercadoria é negociada.
Os mercados funcionam colocando muitos compradores e vendedores interessados num mesmo "local", tornando assim mais fácil encontrarem-se uns aos outros. Uma economia que depende principalmente de interações entre compradores e vendedores para alocar recursos é conhecida como uma economia de mercado, em contraste a economia de comando ou com a economia de não-mercado, como é exemplo a economia de doação. Economistas como o americano Milton Friedman e o austríaco Friedrich Hayek, ambos ganhadores do Prêmio Nobel de economia, afirmam que este setor é um dos principais responsáveis por potencializar o crescimento econômico, gerando consequente desenvolvimento humano e, portanto, aumentando a qualidade de vida e o bem-estar da sociedade.

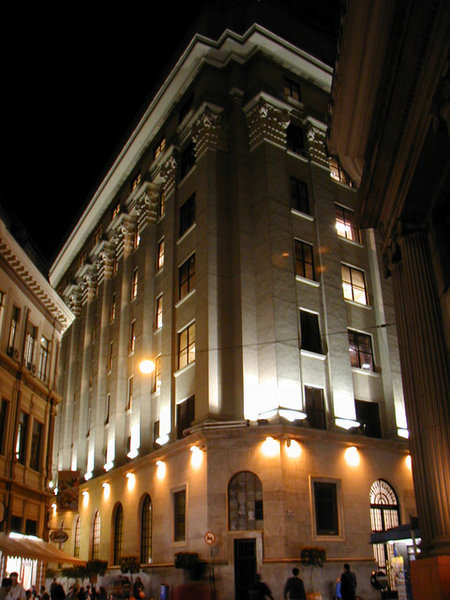
A B3, antiga BOVESPA, é a bolsa de valores oficial do Brasil, sediada na cidade de São Paulo. O mercado de ações é uma subdivisão do mercado financeiro.

Em finanças, os mercados financeiros permitem:
- A angariação de capital (no mercado de capitais)
- A transferência de risco (no mercado de derivativos, que são títulos futuros)
- O comércio internacional (no mercado de divisas, sinônimo de moeda)

Um exemplo conhecido é um processo de financiamento. Normalmente, quem quer ser financiado emite um recibo ao seu financiador, prometendo restituir o capital investido. Essas receitas são títulos, que podem ser comprados ou vendidos livremente. Em troca do empréstimo de dinheiro, quem o concede (financiador) espera uma compensação sob a forma de juros ou dividendos.
Em matemática financeira, o conceito de um mercado financeiro é definido em termos de um processo estocástico de movimento Browniano em tempo contínuo.

## Subdivisões
O mercado financeiro pode ser dividido em quatro grandes mercados:
- Mercado de capitais: é um meio de distribuição de valores mobiliários, que tem o objetivo de gerar liquidez aos títulos emitidos pelas empresas e viabilizar o seu processo de capitalização. Isto quer dizer que o objetivo é direcionar os recursos financeiros da sociedade para o comércio, a indústria e outras atividades econômicas, assim remunerando melhor o investidor. Fazem parte desta área a compra e a venda de ações, debêntures, etc.[9];

- Mercado de crédito: atuam neste segmento diversas instituições financeiras e não financeiras prestando serviços de intermediação de recursos de curto, médio e longo[10] prazo para agentes deficitários que necessitam de recursos para consumo ou capital de giro.[11] É o segmento onde ocorrem operações de empréstimo, arrendamento, financiamento, etc.;

- Mercado de câmbio: é onde são negociadas as trocas de moedas estrangeiras (dólar, euro, yuan, etc.).[11]

- Mercado monetário: é o mercado onde se concentram as operações para controle da oferta de moeda e das taxas de juros de curto e curtíssimo prazo com vistas a garantir a liquidez da economia.[11] Abrange toda a rede de entidades ou órgãos financeiros que negociam títulos ou valores, concedendo empréstimos a empresas ou particulares a curto prazo, em troca do pagamento de juros.[12]

## Sociologia do mercado financeiro
A Sociologia ainda tem poucas produções sobre o que forma os mercados financeiros, uma vez que eles são uma instituição em constante mudança que há pouco tempo tem reflexos palpáveis na organização social e instituições tradicionais. 
Nesse sentido, os esforços de autoras como Karen Ho e Annelise Riles retratam bem quem faz os grandes centros financeiros, desde os responsáveis pelo setor de trading (compra e venda de ativos) até quem trabalha no back-office (setor operacional, que vai desde advogados que formulam contratos até operadores de mesas de câmbio).
No que tange à questão do trabalho nessas instituições, tanto as antropólogas como o economista Costas Lapavitsas, em um livro publicado em 2016, “Profiting Without Producing: how finance exploits us all”, notam que, à revelia do crescimento do valor e da influência das instituições financeiras no desenvolvimento da economia mundial, isso não se refletiu na contratação de mais trabalhadores. Esta constatação leva a duas conclusões: a primeira é de que grande parte do trabalho dentro dos mercados financeiros é automatizado e baseado no desenvolvimento constante de novas tecnologias que tornem as transações cada vez mais rápidas e que favoreçam o autoatendimento de seus clientes – inserindo, dessa forma, uma parcela maior da população no sistema bancário e financeiro – e a segunda aparece quando a lente é colocada sobre quem trabalha dentro dessas instituições, onde há uma cultura já consolidada de competição interna e de altos níveis de exploração, sem garantia de contrapartida financeira para esses trabalhadores. Quando, no entanto, a lente é colocada sobre a “elite” dos mercados, nota-se que, assim como nos ambientes nacionais, existe em curso o surgimento de uma nova “elite internacional”, formada nas mesmas instituições, com as mesmas origens e cultura, que reproduz a separação entre quem comanda o processo e quem opera para que o mercado consiga funcionar.

## Importância do direito
O Direito desempenhou um papel fundamental durante o adensamento do processo de financeirização mundial. Costas Lapavitsas, em seu livro: “Profiting Without Producing – How Finance Exploits Us All” retrata, em determinada parte da obra, como ocorreu essa evolução financeira, destacando a importância da regulação como parte do desenvolvimento. A seguir será exposta, com base no trabalho do Lapavitsas, a arquitetura jurídica da financeirização.
Logo após a Segunda Guerra Mundial, havia a visão baseada no keynesianismo e estimulada pelo fantasma da crise de 1930, de que as finanças precisavam ser controladas de forma a estabilizar o sistema de acumulação capitalista. O controle era feito tanto no interior dos Estados, quanto de forma externa, no sistema internacional. No âmbito interno, o grande destaque e marco jurídico do período foi a introdução do Glass Steagall Act em 1933 nos Estados Unidos, pelo qual eram limitadas as associações dos bancos, separando os de investimento dos comerciais, assim como a emissão de títulos. Já no meio externo, a evidência é principalmente do acordo de Bretton Woods de 1944, o qual garantia a relevância do dólar como moeda do sistema financeiro internacional, sendo que poderia ser convertido para seu valor em ouro.
Foi o sistema Bretton Woods que delineou o capitalismo no pós Segunda Guerra Mundial. Logo, com o fim do acordo na década de 1970, essa época de grande controle sobre os sistemas financeiros declinou. Também com a ajuda da expansão dos “euromarkets” que começaram a surgir já por volta de 1960, pelos quais as corporações conseguiam negociar fora dos controles estatais. Tais mudanças afetaram permanentemente o sistema financeiro. 
Na década de 1980 tem início o que Lapavitsas chama de a era da financeirização. Após o declínio da antiga forma de regulação do sistema financeiro o que surge não é a completa ausência de controle, mas uma mudança em sua natureza. O foco agora é moderar cada instituição financeira não como um sistema, mas individualmente. O olhar passa a ser mais liberal e microeconômico, com os órgãos públicos tendo centralidade para o funcionamento dessa nova conjuntura financeira.
Nesse novo cenário a regulação existe para corrigir possíveis falhas do mercado, possuindo três características fundamentais, segundo Lapavitsas. Primeiramente os bancos centrais dos países passam a ter o papel de “lender of last resort”, também, são feitas garantias de segurança para depósito tendo em vista estabilizar a confiabilidade entre o banco e o povo, o terceiro princípio, de suma importância para a financeirização tem respaldo na expressão “too big to fail” em que, o Estado se torna obrigado a proteger as instituições financeiras devido aos grandes impactos que sua queda poderia causar na economia, ocasionando lucros e segurança para os bancos e incertezas para o povo. As conseqüências de um colapso nesse sistema e da falha dessa forma de regulação foram sentidas mundialmente durante a crise de 2007, gerando questionamentos e teorias sobre o desenrolar da financeirização.
Dessa maneira, é possível notar como o direito agiu de forma a possibilitar o ambiente necessário para o desenvolvimento do fenômeno da financeirização. Tendo nas primeiras décadas do Século XX, estabelecido os moldes do capitalismo mundial com o advento do sistema Bretton Woods e leis nacionais como o Glass Steagall Act  de países desenvolvidos como os Estados Unidos, lançaram tendências que foram seguidas mundialmente. E, mais tarde, as redes de proteção oferecidas pelas entidades nacionais às instituições financeiras.
Hoje, o direito, ainda permeia diversos aspectos da financeirização, como por exemplo, as instituições financeiras internacionais buscam leis mais seguras e previsíveis, do que aquelas tidas como parte de sistemas incompletos que provocam incertezas para os investidores. Esse tema da segurança jurídica é apenas um dentro dos diversos papéis que o direito ainda possui na atual conjuntura das finanças.

## Financeirização
O processo que ficou conhecido como financeirização é uma fase do desenvolvimento do sistema capitalista caracterizado pelo aumento da liberdade e fluidez dos fluxos de capital entre os países e pelo surgimento de novos atores e de uma nova dinâmica de funcionamento dentro dos mercados financeiros, como o surgimento de diversos ativos e produtos financeiros e seus derivados, previamente dominados por grandes corporações e bancos comerciais, com forte influência estatal e regulamentação dentro dos espaços nacionais.
Ao final da 2ª Guerra Mundial, as principais economias mundiais se encontraram e redigiram um acordo que pautaria as regras da economia mundial a partir daquele momento, o que ficou conhecido como o Acordo de Bretton Woods, em 1946, que instaurou a política conhecida como “Estado de Bem-Estar Social”, tendo como inspiração teórica a Macroeconomia de John Maynard Keynes, lançada pouco tempo antes e que previa a necessidade de intervenção estatal tanto para recuperação quanto para o desenvolvimento das economias, partindo da análise de agregados macroeconômicos (PIB, renda, despesas, investimento e poupança) e de índices como inflação e desemprego.
Essa estrutura político-econômica serviu para que os países pudessem recuperar suas economias e fizessem os índices econômicos e sociais se manterem em patamares saudáveis durante os anos 1950 e 1960. Em 1973, quando o presidente dos Estados Unidos à época, Richard Nixon, desvinculou a taxa de câmbio do dólar à taxa de conversão do ouro, teve fim o Acordo de Bretton Woods. No mesmo período, já no âmbito da Terceira Revolução Industrial, há um aumento da importância do setor financeiro dentro das economias nacionais. Antes disso, sua participação era muito modesta e tinha como finalidade financiar a produção das grandes empresas. A partir deste momento, “as taxas de lucro [das empresas transnacionais] permaneceram abaixo dos níveis de 1950 e 1960, o desemprego, no geral, subiu e se manteve enquanto os salários reais não mostraram nenhuma tendência sólida de crescimento”.
Assim, ao final dos anos 1970 e início dos anos 1980, sob o comando de Margaret Thatcher e Ronald Reagan, teve início a chamada “Reforma Conservadora”, que desregulamentou boa parte dos ativos e alimentou o funcionamento dos mercados financeiros através do aumento exponencial da dívida pública e da criação dos “derivativos” – produtos financeiros fechados em contrato entre duas partes nos quais o preço deste é definido através do preço de um outro produto no futuro, quando o valor deste contrato será pago. O produto cujo preço determina o valor derivado do contrato pode variar desde uma commodity ao preço de uma moeda.
Entretanto, nos anos 1980, as novas políticas de reajuste do funcionamento dos mercados estavam ainda restritas aos países do “Norte”, principalmente Estados Unidos, Europa e Japão, o que gerou um processo intensivo de concentração de capital nesses países, gerando um desequilíbrio acentuado dentro do sistema internacional. Nesse momento, fica clara a importância da política para a expansão dos ideias neoliberais e a inserção de “mercados emergentes” no processo de financeirização, uma vez que estes países (como foi o caso do Brasil e do México) estavam com dívidas públicas altíssimas e se mostraram incapazes de atrair capital suficiente para financiar seu crescimento.
Nesse ínterim, entram em cena organizações internacionais como o FMI (Fundo Monetário Internacional) e o Banco Mundial, que, ao salvar países subdesenvolvidos da bancarrota, impõem uma série de medidas que devem ser tomadas por estes governos, de forma que eles se tornem países mais atrativos ao investimento externo e assim possam financiar o seu desenvolvimento, no documento conhecido como “Consenso de Washington”, em 1988.
Desde então, a gestão dos países subdesenvolvidos sempre está envolvida em questões de gastos públicos para atração de investimentos externos, numa era em que a produção industrial tem baixas taxas de lucro, o emprego e os salários são cada vez mais flexibilizados para que, progressivamente, o “lucro não-investido” de empresas seja aplicado em mercados financeiros e produtos que nada têm a ver com a produção, de forma a gerar “dinheiro que gera mais dinheiro”, em um espaço onde a produção de capital perde espaço para a circulação, que passa a ser o fator fundamental da análise do processo de acumulação.

## Financeirização no Brasil
Roberto Grün em seu trabalho: “Decifra-me ou Te Devoro! As Finanças e a Sociedade Brasileira” defende a tese de que o Brasil passou por uma construção de dominação cultural financeira, na qual não somente permeia os meios econômicos mas, também a cultura, uma espécie de visão de mundo que procura explicar e resolver os problemas do Brasil por meio de seu olhar “imbatível”, da lógica financeira.
A construção dessa dominação começa por volta de 1970 em que os pontos centrais eram as grandes empresas nacionais, juntamente com os projetos desenvolvimentistas e com o “milagre econômico”. Entretanto, com o advento do governo Collor essa perspectiva começa a mudar, passando da centralidade da grande empresa, para o foco no indivíduo, sendo tal processo aprofundado durante o governo FHC, com as privatizações das empresas estatais e os limites impostos aos mercados sendo vistos como algo negativo e contrário ao progresso.
A mudança da imagem do que constitui o mercado financeiro, antes visto como um jogo de apostas é agora um mercado de investimentos, essa mudança é um exemplo de como as mentalidades foram sendo moldadas para abraçarem esse novo método financeiro. Outro ponto que contribuiu para o avanço da dominação foram as chamadas inovações financeiras, como a governança corporativa que por meio de processos nas empresas colabora para que funcionários passem a pensar e a se comportar buscando os objetivos dos acionistas, as altas taxas de juros brasileiras que são justificadas devido a um componente moral da sociedade também são simbólicas dessa dominação.
Segundo Grun, essa dominação cultural é difícil de ser superada devido à legitimidade que advém por intermédio da opinião das elites do país e validada através de teorias intelectuais que corroboram para a permanência do status quo.